# Microssismo
Microssismo é um evento sísmico de pequena intensidade que variam entre 0.04 e 1 Hz. Geralmente não é perceptível à humanos e apenas pode ser registado por equipamentos especializados (sismómetros), ou seja, não ultrapassa o grau I da escala de Mercalli. 
Apesar de não serem sentidos nem causarem danos, os microssismos são importantes no estudo da estrutura da Terra e na detecção de pequenos movimentos associados com o vulcanismo e com movimentos de massa (derrocadas e desabamentos). São também importantes na determinação da actividade de falhas que podem eventualmente ser fonte de sismos intensos e cuja sismogéneses se manifeste por longos períodos apenas pela geração de eventos pouco energéticos detectados como microssismos.
As regiões vulcânicas, e aquelas que estão sujeitas a sismos frequentes, em geral instalam e mantêm redes especializadas de registo e localização de epicentros de microssismo de forma a poderem manter informados os seus sistemas de protecção civil da existência de eventuais riscos iminentes de erupção, de aumento ou variação da actividade sísmica característica das falhas sismogénicas ou de deslizamento de terras.
Os microssismos resultantes de tremores distantes são utilizados para o estudo das camadas profundas da Terra. 
Os sistemas de vigilância de testes nucleares e de outros rebentamentos também se baseiam no registo de microssismos originados por explosões distantes.